# L'Enfant à l'orange
L'Enfant à l'orange est un tableau réalisé par le peintre néerlandais Vincent van Gogh en juin 1890 à Auvers-sur-Oise, dans le Val-d'Oise, en France. Cette huile sur toile est le portrait d'un jeune enfant blond tenant une orange dans un champ fleuri. L'œuvre est conservée à la Villa Flora, à Winterthour, en Suisse.